# Теодора Кантакузин (Орханова супруга)
Теодора Кантакузин (грч. Θεοδώρα Καντακουζηνή; 1330 - 1396, звана и Теодора Хатун) била је византијска принцеза, ћерка цара Јована VI Кантакузина и друга законита супруга османског султана Орхана I Газија.

## Живот
Теодора је била једна од три ћерке цара Јована VI Кантакузина и његове супруге царице Ирине Асен. Историчар Нићифор Григора је у једном одломку погрешно назива „Марија“. У јануару 1346. године, да би учврстила савез свог оца са османским емиратом у успону и спречила Османлије да пруже помоћ царици-намесници Ани Савојској током грађанског рата који је био у току, верена је за османског владара бега Орхана I Газија.
Брак је склопљен у лето исте године и био је то догађај без преседана, пошто је легитимна хришћанска принцеза била сједињена у законитом браку са муслиманским сувереном, међутим заједницу није оспоравао ниједан верски ауторитет, ни хришћански ни исламски. Њени родитељи и сестре су је отпратили до Селимврије, где су Орханови представници, укључујући великаше његовог двора и коњички пук, стигли са флотом од 30 бродова. Церемонија је одржана у Селимврији, где су је Орханови изасланици примили и отпратили у османске земље у Битинији, преко Мраморног мора, где је и било венчање.
Теодора је остала хришћанка и након удаје, и била је активна у подршци хришћанима који су живели под османском влашћу, радила је и на томе да се хришћански отпадници који су прешли на ислам врате својој изворној вери. Године 1347. родила је свог јединог сина Халил - бега, последње Орханово дете, којег су ђеновљански пирати заробили за откуп док је још био дете. Византијски цар Јован V Палеолог је имао кључну улогу у његовом коначном ослобађању. Касније се Халил оженио Иреном, ћерком цара Јована V Палеолога и царице Јелене Кантакузин Теодорине сестре.
Осим тродневног боравка у Цариграду у фебруару 1347. године, након победе њеног оца у грађанском рату, султанија Теодора је остала на османском двору све до Орханове смрти 1362. године. У том тренутку, султан Мурат I, син султана Орхана I и његове конкубине Нилуфер Хатун, ступио је на престо и наредио да погубе Теодориног сина. Након тога се очигледно вратила у Цариград, где је живела са својом сестром, царицом Јеленом Кантакузин Палеолог, у палати. Последњи пут се помиње када је била заточена у Галати током кратке владавине цара Андроника IV Палеолога 1379–1381. године.

## Деца
Султанија Теодора Кантакузин и султан Орхан I Османоглу су имали једног сина и једну ћерку :
- Халил - бег (1347 - 1362). Орханово најмлађе дете. Оженио се својом рођаком по мајци, византијском принцезом Ирином Палеолог, и имали су два сина. Погубио га је његов полубрат султан Мурат I.
- Хатице Хатун. Удала се за Сулејман Бега, сина Сару Бату Савци Бега и Орхановог рођака. Имали су два сина, Хамза бега (који је имао сина Мехмед бега) и Мустафа бега (који је имао сина Осман бега), и две ћерке, Илалди Хатун и Фатму Хатун.

## Прикази у фикцији
- Измишљени облик њеног лика тема је романа Адора Бертрис Смол, објављеног 1980. године.